# Это было в каменном веке
«Это было в каменном веке» (англ. A Story of the Stone Age) — рассказ Герберта Уэллса, написанный в 1897 году.

## История публикаций
Произведение впервые опубликовано в трёх частях в период с мая по август 1897 года в журнале The Idler, позже выпускалось в сборниках.
Переводы на русский:
- К. А. Морозова (50 тысячъ летъ назадъ. Разсказъ изъ каменнаго вѣка), 1909, 1 изд.
- Л. Мурахина-Аксёнова, И. Аксёнов (Каменный векъ), 1909, 1 изд.
- Н. Кранихфельд (Рассказ о каменном веке); 1924 г. — 2 изд.
- Н. Морозов (50 тысяч лет назад. Рассказ из каменного века), 1930, 1 изд.
- Г. А. Островская (Это было в каменном веке), 1959, 10 изд.

## Сюжет
Произведение начинается словами (перевод Г. А. Островской):
Случилось это в доисторические времена, не сохранившиеся в человеческой памяти, во времена, когда можно было, не замочив ног, пройти из Франции (как мы теперь ее называем) в Англию и когда широкая Темза лениво несла свои воды меж топких берегов навстречу отцу своему, Рейну, пересекавшему обширную равнину, которая ныне находится под водой и известна нам как Северное море…
Рассказ повествует о первобытном человеке по имени Уг-Ломи, который вступает в связь с молодой женщиной Эвденой и убегает с ней от вождя племени Айи-Хитреца. Находясь в изгнании, Уг-Ломи становится первым человеком, который соединяет камень и дерево, создавая топор, а затем объезжает дикую лошадь. Он использует свой топор и собственный ум, чтобы выжить при встречах с пещерными медведями, гиенами и носорогами, и в конечном итоге убивает льва-людоеда, терроризировавшего его племя, а затем вождя Айю и сам становится вождём.